# Естрих-Винкел
Естрих-Винкел (њем. Oestrich-Winkel) град је у њемачкој савезној држави Хесен. Једно је од 17 општинских средишта округа Рајнгау-Таунус. Према процјени из 2010. у граду је живјело 11.733 становника. Посједује регионалну шифру (AGS) 6439012.

## Географски и демографски подаци
Естрих-Винкел се налази у савезној држави Хесен у округу Рајнгау-Таунус. Град се налази на надморској висини од 84 метра. Површина општине износи 59,5 km². У самом граду је, према процјени из 2010. године, живјело 11.733 становника. Просјечна густина становништва износи 197 становника/km².

## Међународна сарадња
| Мјесто | Држава    | Врста сарадње | Од    |
| ------ | --------- | ------------- | ----- |
| Денисе | Француска | партнерство   | 1991. |
| Токај  | Мађарска  | партнерство   | 1988. |
| Извор  |           |               |       |